# Каракашка воденица
Каракашката воденица или Белската воденица (на македонска литературна норма: Каракашка воденица) е възрожденска воденица, намираща се северно от град Кочани, Северна Македония.
Воденицата е разположена в местността Бавчалук на пътя за Кочанското езеро и е последната на Кочанската река. Построена е в края на XIX век. Воденицата традиционно се използва от жителите на Бели, поради което се нарича и Белска. Воденицата е една от малкото в страната, които продължават да са активни.